# ضد العطرية

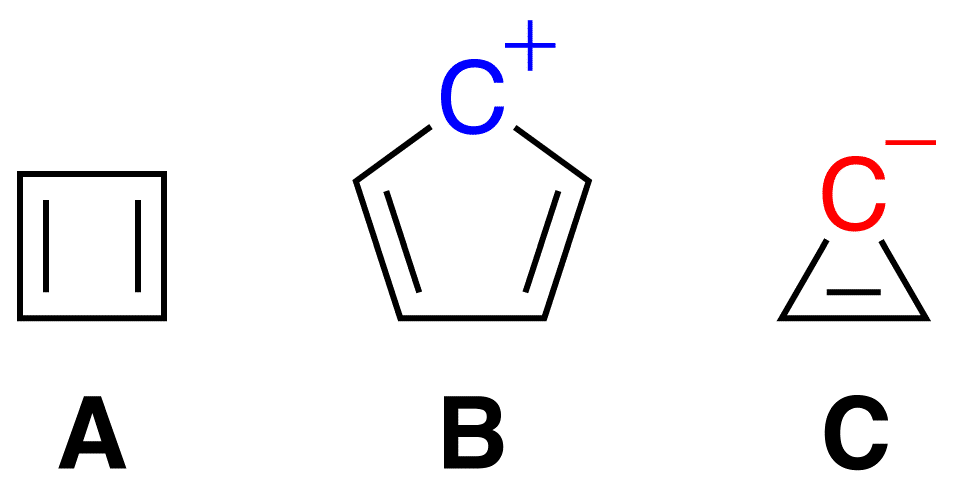

ضد العطرية أو ضد الأروماتيية هو نظام حلقي يحتوى على تتابعات للروابط الأحادية والثنائية, حيث تكون طاقة الإلكترونات باي للمركبات ضد أروماتية أعلى من المربكات التي تشبهها ولها سلسلة مفتوحة. وعلى هذا فإن المركبات الضد أروماتية تكون غير ثابتة ونشيطة للغاية, وغالبا ما تحور المركبات الضد أروماتية شكلها لتأخذ شكل معاكس للمسطح المستوي لمحاولة التغلب على عدم ثباتها.
وغالبا ما تفشل المركبات الضد أروماتية في تحقيق قاعدة هوكل لاختيار الأروماتية.

## تعريف
وتعريف الاتحاد الدولي للكيمياء البحتة والتطبيقية للمركب الضد أروماتي:
المركبات التي تحتوى على ( 4n (n≠0 إلكترونات باي في شكل حلقي مستوي, أو شبه مستوي, كما أن لها تتابع من الروابط الأحادية والثنائية
وبصفة عامة, فإن معظم الكيميائيين متفقين على التعريف المبني على الملاحظات الملكية المتعلقة بالطاقة.

## أمثلة
- حلقي البوتاديين